# Militärbefehlshaber
Le Militärbefehlshaber (MilBfh) est le Commandement militaire des forces d'occupation allemandes pendant la Seconde Guerre mondiale. Distinct des forces d'opération dédiées à la poursuite de la guerre, le Militärbefehlshaber est chargé du maintien de l'ordre en zone occupée. Il dépend du Commandement suprême des forces armées allemandes (Oberkommando der Wehrmacht, OKW). Installé à Paris (Militärbefehlshaber in Frankreich, MBF) et à Bruxelles (Militärbefehlshaber in Belgien und Nordfrankreich, MBB), le Militärbefehlshaber supervise l'administration des zones occupées à travers une organisation en districts (Bezirke),,,,.
Le MBF prit sa forme définitive le 25 octobre 1940 avec la nomination du général Otto von Stülpnagel au commandement à la fois civil et militaire.